# امیل سانتیاگو
امیل سانتیاگو (انگلیسی: Emile Santiago؛ ۲۱ فوریهٔ ۱۸۹۹ – ۲۳ ژوئن ۱۹۹۵) طراح لباس اهل ایالات متحده آمریکا بود.
او در بیست و ششمین دوره جوایز اسکار به همراه شارل لوماری برای فیلم ردا، برندهٔ جایزه اسکار بهترین طراحی لباس شد.

## گزیدهٔ آثار
- کشور بزرگ (۱۹۵۸)
- ردا (۱۹۵۳)
- سالومه (۱۹۵۳)
- آندروکلس (۱۹۵۲)